# Джафарзаде, Исхак Мамедрза оглы
Исхак Мамедрза оглы Джафарзаде (Джафарзаде, Исаак Мамед Риза оглы, азерб. İshaq Məmmədrza oğlu Cəfərzadə; 14 августа 1895, Елизаветполь — 5 января 1982, Баку) — азербайджанский советский археолог, кандидат исторических наук. Заслуженный деятель науки Азербайджанской ССР. Директор Музея истории Азербайджана (1952—1953). Глава отдела археологии Института истории АН Азербайджанской ССР (1938—1954).

## История
Начал учиться в медресе в возрасте 6 лет. Изучал арабский и персидский языки.
В 1910—1916 годах учился в 6-летней городской школе.
В 1924 году поступил на историко-филологический факультет Азербайджанского педагогического института, который окончил в 1927 году.
В 1925 году был членом историко-этнографического отдела Общества изучения Азербайджана и Азербайджанского археологического комитета.
В 1926 году начал работать научным сотрудником Азербайджанского государственного музея, и проработал там до конца своей жизни.
В 1927 году поступил на факультет этнологии Восточного отделения Азербайджанского государственного университета. Окончил его в 1929—1930 годах.
В 1944 году защитил диссертацию на тему «Историко-археологический очерк древней Гянджи» и получил степень кандидата исторических наук. Диссертация была издана отдельной книгой.
В 1945 году Азербайджанский филиал АН СССР был преобразован в Академию наук Азербайджанской ССР (ныне Национальная академия наук Азербайджана). Исхак Джафарзаде возглавлял отдел археологии Института истории Академии Наук.
В 1965 году присвоено почётное звание заслуженного деятеля науки Азербайджана.

## Научные интересы
Исследователь наскальных изображений Гобустана, участник Ходжалинской, Кызылванкской, Човдарской, Ялойлутепинской, Оренкалинской, Гянджинской, Апшеронской, Сабаильской, Гобустанской и других археологических и этнографических экспедиций, выявивший в Азербайджане более 70 памятников материальной культуры. Занимался изучением обычаев и традиций, образа жизни, занятий родов и племен, проживавших в древний период на территории Азербайджана.